# Glinki (województwo zachodniopomorskie)
Glinki (niem. Ziegelei Vw, nazwa oboczna: Cegielnia) – osada w Polsce położona w województwie zachodniopomorskim, w powiecie wałeckim, w gminie Wałcz
Osada należy do Sołectwa Kłębowiec.
W latach 1975–1998 miejscowość należała administracyjnie do województwa pilskiego.
W sąsiedztwie znajduje się rezerwat Glinki.
Nazwę Glinki wprowadzono w 1949 roku, zastępując poprzednią niemiecką nazwę Ziegelei Vw.